# Hamataliwa banksi
Hamataliwa banksi är en spindelart som först beskrevs av Cândido Firmino de Mello-Leitão 1928. 
Hamataliwa banksi ingår i släktet Hamataliwa och familjen lospindlar. Inga underarter finns listade i Catalogue of Life.